# الاندماج النووي الحراري

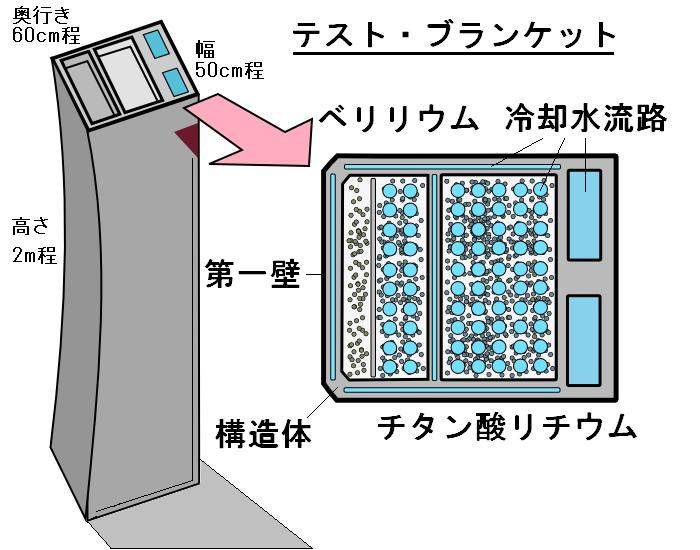
بطانية الاختبار

الاندماج النووي الحراري وسيلة لتحقيق الاندماج النووي باستخدام درجات حرارة عالية للغاية. والاندماج الحراري النووي نوعان هما المطلق حيث تطلق الطاقة الناتجة بطريقة غير مقيدة، كما هو حال الأسلحة النووية الحرارية ومعظم النجوم، والمقيد، حيث تحدث تفاعلات الاندماج في بيئة تسمح بتخصيص البعض أو الكل من الطاقة المنبعثة لأغراض مفيدة.